# Něva
Něva (rusky Нева) je řeka v Leningradské oblasti a v Petrohradě v Rusku. Je 74 km dlouhá. Rozloha povodí (včetně povodí Ladožského a Oněžského jezera) dosahuje 281 000 km², z čehož vlastní povodí Něvy činí 5 000 km².

## Průběh toku
Odtéká ze zátoky Petrokreposť (Tliselburské) Ladožského jezera a ústí do Něvské zátoky Finského zálivu v Baltském moři. Na dolním toku se větví na ramena. Hlavní jsou Velká a Malá Něva, Velká a Malá Něvka). Vytváří tak velkou deltu, na jejíž ostrovech leží město Petrohrad.

## Vodní režim
Průměrný průtok vody při odtoku (u města Šlisselburg) činí 2 480 m³/s (maximální 4 590 m³/s a minimální 2 050 m³/s) a v ústí 2 530 m³/s. Jihozápadní a západní větry ženou vodu Finským zálivem a dále po dolním toku Něvy, zvyšují tak úroveň hladiny a někdy způsobují záplavy v Petrohradě. Katastrofické záplavy (přibližně 4 m nad běžnou hladinou) byly v r. 1824 (popsáno Puškinem v Měděném jezdci) a v r. 1924. Na horním toku jsou charakteristické ledové zácpy. Zamrzá v prosinci a led mizí na konci dubna nebo na začátku května. Obvykle po 10 – 15 dnech po krách uvolněných při tání Něvy následují kry z Ladožského jezera.

## Přítoky
Hlavní přítoky jsou zprava Ochta a zleva Ižora, Tosna a Mga.

## Využití
Něva je součástí bělomořsko-baltské vodní cesty a volžsko-baltské vodní cesty.

## Historie

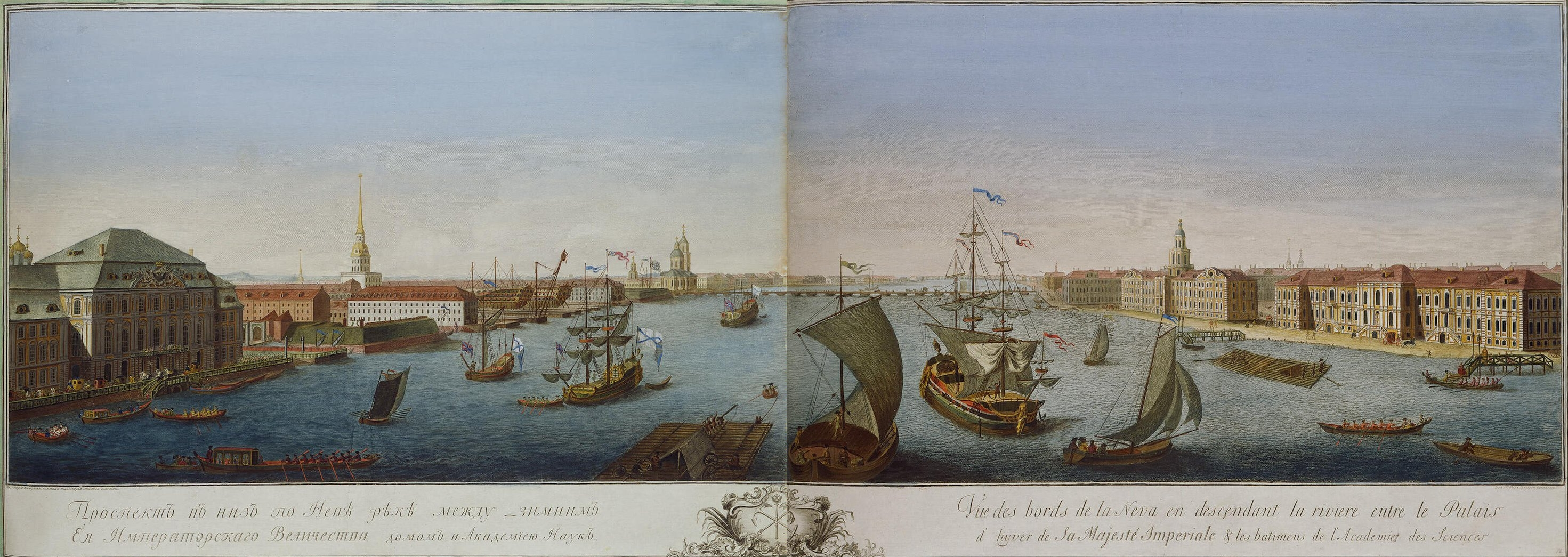
Něva v Sankt-Petěrburgu v roce 1753.

- V roce 1242 odrazil útok Švédů během bitvy na Něvě Alexandr Něvský.
- V roce 1916 byl v Něvě utopen Grigorij Jefimovič Rasputin.
- V letech 1941 až 1943 se během druhé světové války v jejím povodí odehrála bitva o Leningrad.